# Marijan Brnčić
Marijan Brnčić, né le 23 juillet 1940, est un footballeur puis entraîneur yougoslave et croate évoluant au poste de défenseur.

## Biographie

### Carrière en club
Brnčić commence sa carrière professionnelle en 1959 sous les couleurs du NK Rijeka. Il y joue cinq ans, avant de partir pour le Trešnjevka Zagreb, puis le Dinamo Zagreb. Il reste trois années à Zagreb. Il finit notamment deux fois deuxième du championnat yougoslave, et remporte une Coupe de Yougoslavie en 1969, ainsi que la Coupe des villes de foires en 1967.
En 1969, il quitte la Croatie pour la Belgique et le KSV Waregem, où il joue pendant trois ans. Il termine sa carrière au KV Courtrai en 1976, non sans un dernier passage au Dinamo Zagreb en 1972.
Le bilan de sa carrière en première division yougoslave est de 210 matchs joués, pour 4 buts marqués.

### Carrière internationale
Marijan Brnčić joue un total de dix matches avec l'équipe nationale yougoslave entre 1962 et 1967.
Il joue son premier match en équipe nationale le 19 septembre 1962 à l'occasion d'un match amical face à l'Éthiopie. Son dernier match international a lieu dans le cadre des éliminatoires de l'Euro 1968 face à l'Allemagne de l'Ouest le 7 octobre 1967.
Il dispute notamment trois matchs comptant pour les éliminatoires de l'Euro 1968, deux fois face à l'Allemagne de l'Ouest (victoire 1-0, puis défaite 3-1), et une fois face à l'Albanie (victoire 2-0).

### Carrière d'entraîneur
À la fin de sa carrière, Marijan Brnčić devient brièvement entraîneur du KV Courtrai en 1978. Il est ensuite nommé à la tête du NK Rijeka en 1979, puis du NK Zagreb en 1982, et du NK Dubrovnik en 1985.
Après avoir pris en charge l'équipe nationale tunisienne entre 1989 et 1990, il devient sélectionneur de l'équipe nationale croate de futsal entre 1994 et 2001.
Durant cette période, la sélection atteint notamment la cinquième place aux Championnats d'Europe de 1999 et 2001, ainsi qu'à la Coupe du monde de 2000.
Il travaille en parallèle comme instructeur de football à Rijeka depuis 1997,.

## Palmarès
Dinamo Zagreb
- Championnat de Yougoslavie (0)
  - Vice-champion : 1967 et 1969

- Coupe de Yougoslavie (1) :
  - Vainqueur : 1969.

- Coupe des villes de foires (1) :
  - Vainqueur : 1967.

## Statistiques
| Saison                | Club                  | Championnat           | Championnat | Championnat | Coupe(s) nationale(s) | Coupe(s) nationale(s) | Compétition(s) continentale(s) | Compétition(s) continentale(s) | Compétition(s) continentale(s) | Total | Total |
| Saison                | Club                  | Division              | M.          | B.          | M.                    | B.                    | Comp.                          | M.                             | B.                             | M.    | B.    |
| 1959-1960             | NK Rijeka             | D1                    | 19          | 0           | -                     | -                     | -                              | -                              | -                              | 19    | 0     |
| 1960-1961             | NK Rijeka             | D1                    | 17          | 1           | -                     | -                     | -                              | -                              | -                              | 17    | 1     |
| 1961-1962             | NK Rijeka             | D1                    | 17          | 0           | -                     | -                     | -                              | -                              | -                              | 17    | 0     |
| 1962-1963             | NK Rijeka             | D1                    | 22          | 0           | -                     | -                     | -                              | -                              | -                              | 22    | 0     |
| 1963-1964             | NK Rijeka             | D1                    | 20          | 0           | -                     | -                     | -                              | -                              | -                              | 20    | 0     |
| Sous-total            | Sous-total            | Sous-total            | 95          | 1           | -                     | -                     | -                              | -                              | -                              | 95    | 1     |
| 1964-1965             | Trešnjevka Zagreb     | D1                    | 26          | 0           | -                     | -                     | -                              | -                              | -                              | 26    | 0     |
| 1965-1966             | Trešnjevka Zagreb     | D1                    | 29          | 1           | -                     | -                     | -                              | -                              | -                              | 29    | 1     |
| Sous-total            | Sous-total            | Sous-total            | 55          | 1           | -                     | -                     | -                              | -                              | -                              | 55    | 1     |
| 1966-1967             | Dinamo Zagreb         | D1                    | 29          | 2           | 4                     | 0                     | C2                             | 13                             | 0                              | 46    | 2     |
| 1967-1968             | Dinamo Zagreb         | D1                    | 5           | 0           | 0                     | 0                     | C3                             | 1                              | 0                              | 6     | 0     |
| 1968-1969             | Dinamo Zagreb         | D1                    | 15          | 0           | 4                     | 0                     | C3                             | 0                              | 0                              | 19    | 0     |
| Sous-total            | Sous-total            | Sous-total            | 49          | 2           | 8                     | 0                     | -                              | 14                             | 0                              | 71    | 2     |
| 1969-1970             | KSV Waregem           | D1                    | 29          | 0           | -                     | -                     | -                              | -                              | -                              | 29    | 0     |
| 1970-1971             | KSV Waregem           | D1                    | 28          | 0           | -                     | -                     | -                              | -                              | -                              | 28    | 0     |
| 1971-1972             | KSV Waregem           | D1                    | 26          | 0           | -                     | -                     | -                              | -                              | -                              | 26    | 0     |
| Sous-total            | Sous-total            | Sous-total            | 83          | 0           | -                     | -                     | -                              | -                              | -                              | 83    | 0     |
| 1972-1973             | Dinamo Zagreb         | D1                    | 11          | 0           | 0                     | 0                     | CM                             | 2                              | 0                              | 13    | 0     |
| 1973-1974             | KV Courtrai           | D2                    | 29          | 0           | -                     | -                     | -                              | -                              | -                              | 29    | 0     |
| 1974-1975             | KV Courtrai           | D2                    | 25          | 0           | -                     | -                     | -                              | -                              | -                              | 25    | 0     |
| 1975-1976             | KV Courtrai           | D2                    | 27          | 0           | -                     | -                     | -                              | -                              | -                              | 27    | 0     |
| Sous-total            | Sous-total            | Sous-total            | 92          | 0           | -                     | -                     | -                              | 2                              | 0                              | 94    | 0     |
| Total sur la carrière | Total sur la carrière | Total sur la carrière | 374         | 4           | 8                     | 0                     | -                              | 16                             | 0                              | 398   | 4     |